# Fiskales Ad-Hok (álbum)
Fiskales Ad-Hok es el primer álbum de la banda Chilena Fiskales Ad-Hok, y su primer lanzamiento bajo una discográfica. Después de participar como teloneros de la banda The Ramones en Santiago en 1992, hubo muchas ofertas de parte de las compañías discográficas para grabar un disco. Fiskales ad-hok firmó con La Batuta Records, sello bajo el cual solo lanzarían este álbum.

## Canciones
1. Piedad
2. Cristianos
3. La Ranchera
4. Hambre del Corazón
5. Madre Patria
6. Libertad Vigilada
7. Santiago
8. Tonto
9. Ron Silver
10. Para Mamá
11. Almorzando Entre Muertos
12. Papapa
13. El Cóndor
14. Borracho

## Miembros
- Álvaro España - voz
- Víbora - guitarra
- Micky - batería
- Roly Urzua - bajo

- Datos: Q5455178